# Lamptrée

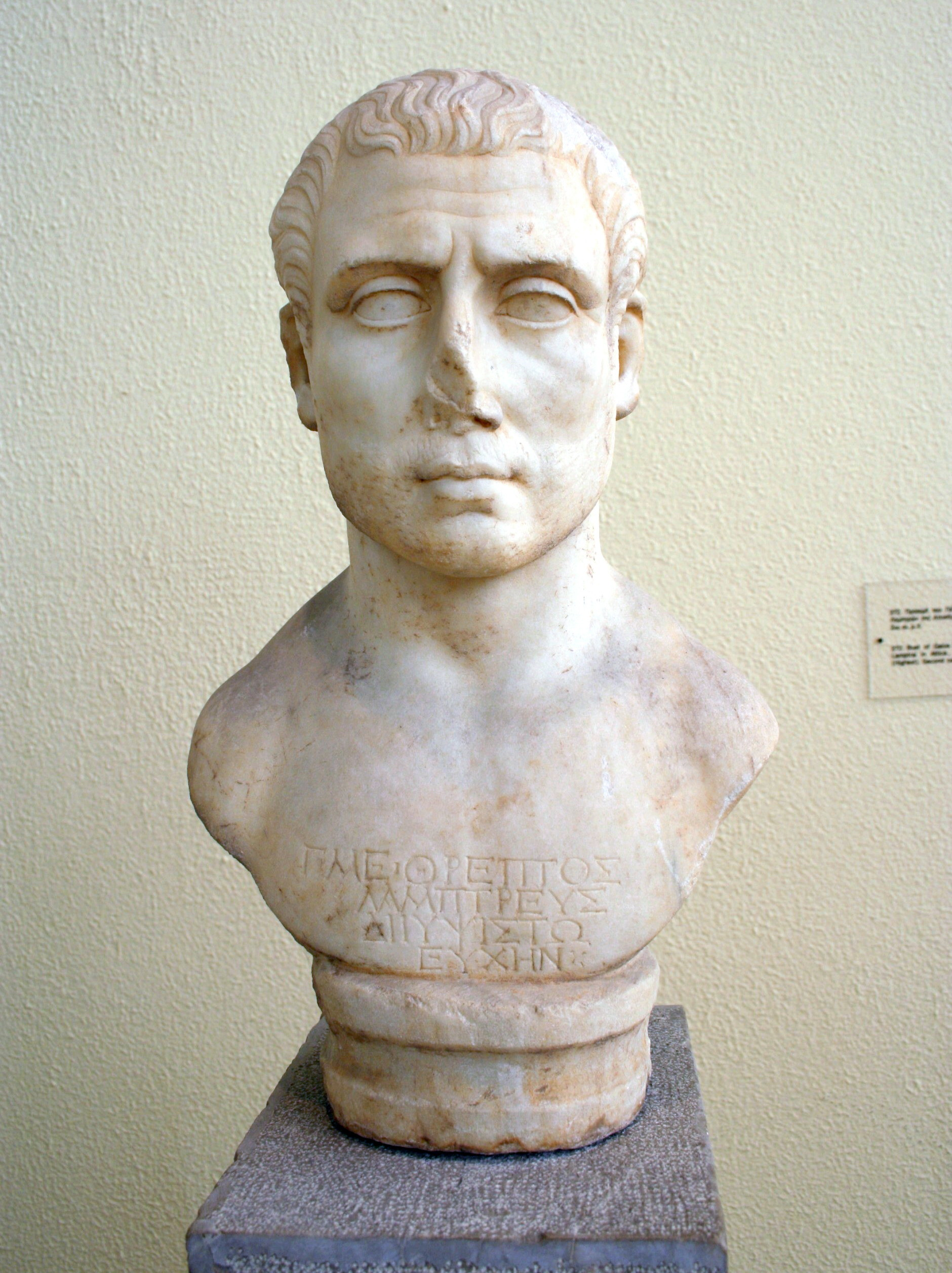
Buste de Gaius Memmius Threptos issu du dème de Lamptrée, 2e siècle av. Image par Giovanni Dall'Orto, 14/11/2009

Lamptrée (en grec ancien Λαμπτραι / Lamptrai) est un dème de l'Athènes antique. Le scholarque épicurien Dionysios y est né. L'historien Pausanias écrit que c'est dans ce bourg que s'est réfugié le roi Cranaos, détrôné par son gendre Amphictyon.

## Sources
- Pausanias, Description de la Grèce [détail des éditions] [lire en ligne] (I, 2, 6 ; I, 31, 3).
- Vies, doctrines et sentences des philosophes illustres de Diogène Laërce, X. 25